# دانا هيل
دانا هيل (بالإنجليزية: Dana Hill)‏ (و. 1964 – 1996 م) هي ممثلة، وممثلة تلفزيونية، من الولايات المتحدة الأمريكية، توفيت في بربانك، كاليفورنيا، عن عمر يناهز 32 عاماً بسبب سكتة دماغية، والسكري.

## وصلات خارجية
- دانا هيل على موقع IMDb (الإنجليزية)
- دانا هيل على موقع ألو سيني (الفرنسية)
- دانا هيل على موقع أول موفي (الإنجليزية)
- دانا هيل على موقع قاعدة بيانات الأفلام السويدية (السويدية)
- دانا هيل على موقع إن إن دي بي (الإنجليزية)
- دانا هيل على موقع قاعدة بيانات الفيلم (الإنجليزية)
- دانا هيل على موقع ليتربوكسد (الإنجليزية)
- دانا هيل على موقع كينوبويسك (الروسية)